# Ким (футболист, 1975)
Жуаки́н Мануэ́л Сампа́ю Си́лва (порт. Joaquim Manuel Sampaio Silva; род. 13 ноября 1975[…], Вила-Нова-ди-Фамаликан), более известный как Ким (порт. Quim) — португальский футболист, вратарь.
Награждён медалью ордена Непорочного зачатия Девы Марии Вила-Висозской.

## Карьера
Первым клубом Кима была «Брага». Сначала он выступал за молодёжный состав, затем стал игроком основы. В первой команде дебютировал в 1994 году. За 10 лет Ким сыграл за клуб 208 матчей. В 2004 году он перешёл в «Бенфику». С ней Ким стал дважды обладателем Кубка португальской лиги и двукратным чемпионом страны. Летом 2010 года он вернулся в «Спортинг», но место основного вратаря уже было занято. Был вторым голкипером в команде после Артура.
С 1999 по 2008 год выступал за национальную сборную Португалии. Принял участие в двух чемпионатах Европы и одном чемпионате мира. На европейских первенствах становился бронзовым и серебряным призёром.

## Достижения
- Обладатель Кубка португальской лиги: 2008/09, 2009/10, 2012/13
- Чемпион Португалии: 2004/05, 2009/10
- Обладатель Кубка Португалии: 2017/18
- Обладатель Суперкубка Португалии: 2005